# Fernando Morán Escudero
Fernando Morán Escudero (Madrid, Comunidad de Madrid, España, 27 de abril de 1976) es un futbolista español y batería del grupo musical Hacia Donde. Jugaba de centrocampista y su último equipo fue el AD Alcorcón.

## Trayectoria
Fernando Morán jugó en la temporada 1994/95 en el Real Madrid C, segundo filial madridista que militaba por entonces en Segunda División B, jugó 20 encuentros y metió 2 goles. En la temporada siguiente jugó en el Real Madrid B en Segunda División, el equipo quedó en un meritorio cuarto lugar y Morán jugó 31 partidos y materializó 3 goles. En la 1996/97 el madrileño comenzó la temporada en el Real Madrid B hasta que en el mercado de invierno fichó por el Racing de Santander. Debutó en Primera División el 26 de enero de 1997 en el Ramón Sánchez Pizjuán en el encuentro Sevilla FC-Racing de Santander (0-0). Comenzó la temporada 1997/98 en el Racing de Santander, hasta que se marchó cedido en la segunda vuelta de la liga al Numancia de Soria que mantuvo la categoría en Segunda con bastantes dificultades. La 1998/99 la jugó en el CD Ourense. En el equipo gallego disputó 36 encuentros y logró 2 goles, pero el equipo quedó colista y descendió a Segunda B.
Tras su paso por tierras orensanas, Morán regresó al Racing de Santander en 1999 donde estuvo hasta el año 2005. En el equipo santanderino jugó en Primera División salvo en la temporada 2001/02 y se convirtió en el capitán del equipo. La temporada 2005/06 jugó en el Cádiz CF en Primera, y la posterior en Segunda tras el descenso. En verano de 2007 tras estar un tiempo a prueba en el Albacete Balompié, el club decidió ficharle, allí jugó 38 partidos y metió 3 goles. Tras quedar libre, fichó por el Hércules CF por 2 temporadas. Rescinde contrato con el Hércules CF de Alicante y ficha por el Gimnàstic de Tarragona. En la temporada 2011-2012 sufre el descenso a Segunda División B con el Gimnàstic de Tarragona.
Tras finalizar contrato con el Gimnàstic de Tarragona, el día 18 de agosto de 2012 fima con el  Agrupación Deportiva Alcorcón para la temporada 2012-2013. Donde colgo las botas y fue su último club.

## Personal
- Morán colabora con varias ONG y apadrina a menores con problemas.[1]
- Es el batería un grupo de música llamado Hacia Donde.[2]
- Toca la guitarra con otro grupo que se llama El jardín de Celia.[3]

## Clubes
| Club                   | País   | Año       |
| ---------------------- | ------ | --------- |
| Real Madrid C          | España | 1994-1995 |
| Real Madrid B          | España | 1995-1996 |
| Racing de Santander    | España | 1997-1998 |
| CD Numancia            | España | 1998      |
| CD Ourense             | España | 1998-1999 |
| Racing de Santander    | España | 1999-2005 |
| Cádiz CF               | España | 2005-2007 |
| Albacete Balompié      | España | 2007-2008 |
| Hércules CF            | España | 2008-2009 |
| Gimnàstic de Tarragona | España | 2009-2012 |
| AD Alcorcón            | España | 2012-2013 |

## Palmarés
- Subcampeón de Segunda División y ascenso a Primera División con el Racing de Santander (2001/02).